# Markus Messling

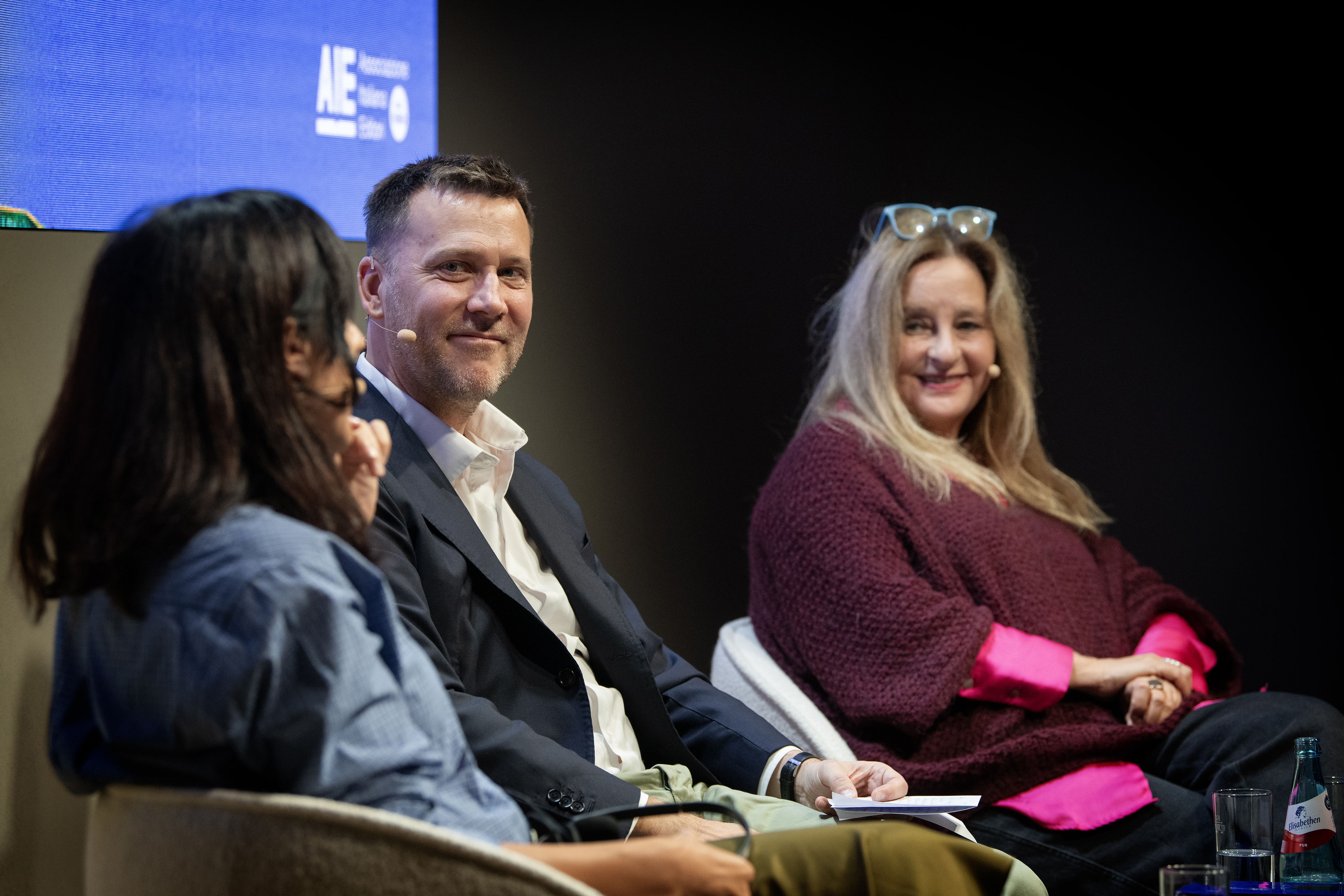
Markus Messling im Gespräch mit Claudia Durastanti (links) und Helena Janeczek (rechts) im Italienischen Pavillon der Frankfurter Buchmesse 2024.

Markus Messling (* 1975 in Wuppertal) ist ein deutscher Literatur- und Kulturwissenschaftler. Er ist Professor für Romanische und Allgemeine Literatur- und Kulturwissenschaft an der Universität des Saarlandes und Direktor des Käte Hamburger Kollegs für kulturelle Praktiken der Reparation (CURE).

## Leben
Markus Messling studierte Romanistik und Germanistik an der Freien Universität Berlin (1996–2003) sowie Lettres modernes und Littérature générale et comparée an der Université Jean-Moulin-Lyon III (1998/99). Im Jahr 2007 wurde er mit einer Arbeit über die Rezeption französischer Sprachanthropologie in Wilhelm von Humboldts Theorie der Schrift und deren Bedeutung für die Derrida'sche Grammatologie an der Freien Universität Berlin promoviert. Von 2007 bis 2008 war er Projektleiter Wissenschaft und Forschung bei der ZEIT-Stiftung Ebelin und Gerd Bucerius in Hamburg und von 2008 bis 2009 DAAD/MSH-Postdoktorand an der École des Hautes Études en Sciences Sociales (EHESS) in Paris. Er war Leiter der Emmy Noether-Nachwuchsgruppe „Philologie und Rassismus. Diskurs und Gegendiskurs in Frankreich, Deutschland, Italien und Spanien im 19. Jahrhundert“ der Deutschen Forschungsgemeinschaft (2009–2014) und wurde 2015 an der Philosophischen Fakultät der Universität Potsdam mit der Arbeit Gebeugter Geist. Rassismus und Erkenntnis in der modernen europäischen Philologie habilitiert. Von 2015 bis 2019 war er stellvertretender Direktor des Centre Marc Bloch und seit 2018 zugleich Professor für Romanische Literaturen an der Humboldt-Universität zu Berlin. Seit 2019 lehrt er als Professor für Romanische Kulturwissenschaft und Interkulturelle Kommunikation, seit 2022 als Professor für Romanische und Allgemeine Literatur- und Kulturwissenschaft an der Universität des Saarlandes. Im November 2018 wurde Markus Messling für sein Forschungsprojekt „Minor Universality. Narrative World Productions After Western Universalism“ vom European Research Council (ERC) ein Consolidator Grant zugesprochen. Seit April 2024 leitet er zusammen mit Christiane Solte-Gresser das vom Bundesministerium für Bildung und Forschung geförderte Käte Hamburger Kolleg für kulturelle Praktiken der Reparation (CURE).
Messling war Fellow der School of Advanced Study der University of London (2014), Visiting Scholar der University of Cambridge und Gast des Wolfson College (2014) sowie Gastprofessor an der EHESS Paris (2011, 2015) und der Kobe University in Japan (2016). Er ist ordentliches Mitglied der Academia Europaea.
Markus Messling ist der Bruder der Richterin des Bundesverfassungsgerichts Miriam Meßling.

## Forschung
Messlings wissenschaftliche Schwerpunkte liegen in der frankophonen Literatur- und Kulturwissenschaft, der Kulturtheorie und Ästhetik, der historischen Anthropologie und Wissensgeschichte sowie im Bereich der Reflexion über die intellektuellen und materiellen Konsequenzen aus der postkolonialen Theorie.
Er war Mitgründer und Mitherausgeber von Philological Encounters (2015–2019) und Redakteur der Zeitschrift für Ideengeschichte (2015–2019). Er ist einer der Gründungsherausgeber des Jahrbuchs Rhinozeros. Europa im Übergang und gibt seit 2020 die Reihe Beyond Universalism. Studies on the Contemporary / Partager l’universel. Études sur le contemporain heraus.

## Auszeichnungen
- Wahl zum Ordentlichen Mitglied der Academia Europaea (2024)
- Käte Hamburger Kolleg des Bundesministeriums für Bildung und Forschung (2023)
- Consolidator Grant des European Research Council (2018)
- Kooptierung als Ordentliches Mitglied, Société Asiatique de Paris (2011)
- Nachwuchswissenschaftlerpreis des Landes Brandenburg, Kategorie Postdoc Geistes- und Sozialwissenschaften (2010)
- Emmy Noether-Nachwuchsgruppe der Deutschen Forschungsgemeinschaft (2009)
- Tiburtius-Preis der Berliner Hochschulen für herausragende Dissertationen (2008)

## Publikationen (Auswahl)

### Monografien
- Universalität nach dem Universalismus. Über frankophone Literaturen der Gegenwart. Berlin 2019: Matthes & Seitz.
  - L'universel après l'universalisme. Des littératures francophones du contemporain. Préf. Souleymane Bachir Diagne. Trad. Olivier Mannoni. Paris 2023: Presses universitaires de France.
  - Universality after Universalism. On Francophone Literatures of the Present. With a foreword by Souleymane Bachir Diagne. Transl. Michael Thomas Taylor. Berlin, Boston 2023: de Gruyter.
- Gebeugter Geist. Rassismus und Erkenntnis in der modernen europäischen Philologie. Göttingen 2016: Wallstein.
- Champollions Hieroglyphen. Philologie und Weltaneignung. Berlin 2012: Kulturverlag Kadmos.
  - Les Hiéroglyphes de Champollion. Philologie et conquête du monde. Éd. rév., trad. Kaja Antonowicz. Grenoble 2015: UGA Éditions (Collection « Vers l'Orient »).
  - [Hayrughlîfiyyat Shambuliûn. Fikr al-lûgha wa-l-haymana 'ala al-'alam]. Hg. Azza Ezzat, Übers. Ola el-Aguizy. Alexandria 2021: Bibliotheca Alexandrina.
  - Philology and the Appropriation of the World. Champollion's Hieroglyphs. Revised edition. Transl. Michael T. Taylor, Marko Pajević, and Karina Berger. Cham 2023: Palgrave Macmillan ("Socio-Historical Studies of the Social and Human Sciences").

- Pariser Orientlektüren. Zu Wilhelm von Humboldts Theorie der Schrift. Nebst der Erstedition des Briefwechsels zwischen Wilhelm von Humboldt und Jean-François Champollion le jeune (1824–1827). Paderborn, München etc. 2008: Schöningh.

### Herausgeberschaft
- The True Size of Africa. Katalog zur gleichnamigen Ausstellung im UNESCO Weltkulturerbe Völklinger Hütte (9. November 2024 bis 17. August 2025). München 2025: Hirmer Verlag (mit Ralf Beil und Christiane Solte-Gresser).
- Universalism(e) & ... Entretiens avec / Conversations with: Arjun Appadurai, Leyla Dakhli, Souleymane Bachir Diagne, Giovanni Levi, Gisèle Sapiro, David Scott, Adania Shibli, Maria Stavrinaki. Berlin, Boston 2024: de Gruyter (mit Elsie Cohen, Azyza Deiab, Clément Ndé Fongang et al.).
- Minor Universality. Rethinking Humanity After Western Universalism / Universalité mineure. Penser l'humanité après l'universalisme occidental. Berlin, Boston 2023: de Gruyter (mit Jonas Tinius).
- The Epoch of Universalism / L’Époque de l’universalisme (1769-1989). Berlin, Boston 2021: De Gruyter (mit Franck Hofmann).
- Early Modern ‘New Sciences’: Inquiries into Ibn Khaldūn and Giambattista Vico. Leiden, Boston 2020: Brill, Philological Encounters 5/1 (mit Islam Dayeh).
- Mathias Enard et l’érudition du roman. Leiden, Boston 2020: Brill Rodopi (mit Cornelia Ruhe, Lena Seauve und Vanessa de Senarclens).
- Höhlen: Obsession der Vorgeschichte. Berlin 2019: Matthes & Seitz (mit Marcel Lepper und Jean-Louis Georget).
- Fluchtpunkt. Das Mittelmeer und die europäische Krise. Berlin 2017: Kulturverlag Kadmos (mit Franck Hofmann).
  - Point de fuite. La Méditerranée et la crise européenne. Paris 2019: Éditions Hermann.
- Formations of the Semitic: Race, Religion, and Language in Modern European Scholarship. Leiden, Boston 2017: Brill, Philological Encounters 2/3-4 (Hrsg. mit Islam Dayeh, Ta’al Hever und Elizabeth Eva Johnston).
- Leeres Zentrum. Das Mittelmeer und die literarische Moderne. Eine Anthologie. Mit Zeichnungen von Paul Klee. Berlin 2015: Kulturverlag Kadmos (mit Franck Hofmann).
- Rassedenken in der Sprach- und Textreflexion. Kommentierte Grundlagentexte des langen 19. Jahrhunderts. Paderborn 2015: Fink (mit Philipp Krämer und Markus A. Lenz).
- Wort Macht Stamm. Rassismus und Determinismus in der Philologie (18./19. Jh.). München 2013: Fink (mit Ottmar Ette).
- Stadt und Urbanität. Transdisziplinäre Perspektiven. Berlin 2011: Kulturverlag Kadmos (mit Dieter Läpple und Jürgen Trabant).
- „Der Mensch ist nur Mensch durch Sprache“. Zur Sprachlichkeit des Menschen. München 2009: Fink (mit Ute Tintemann).